# Quartier Maladière-Drapeau-Clemenceau
Le quartier Maladière-Drapeau-Clemenceau est un quartier de la ville de Dijon situé au Nord du centre-ville. Il est découpé en plusieurs secteurs :  Faubourg Saint-Nicolas, Clemenceau, Drapeau, Junot, Maladière et Porte-Neuve.

## Toponymie
Vers le XIIe siècle une léproserie (maladrerie) est construite, elle donna le nom au quartier.

## Description

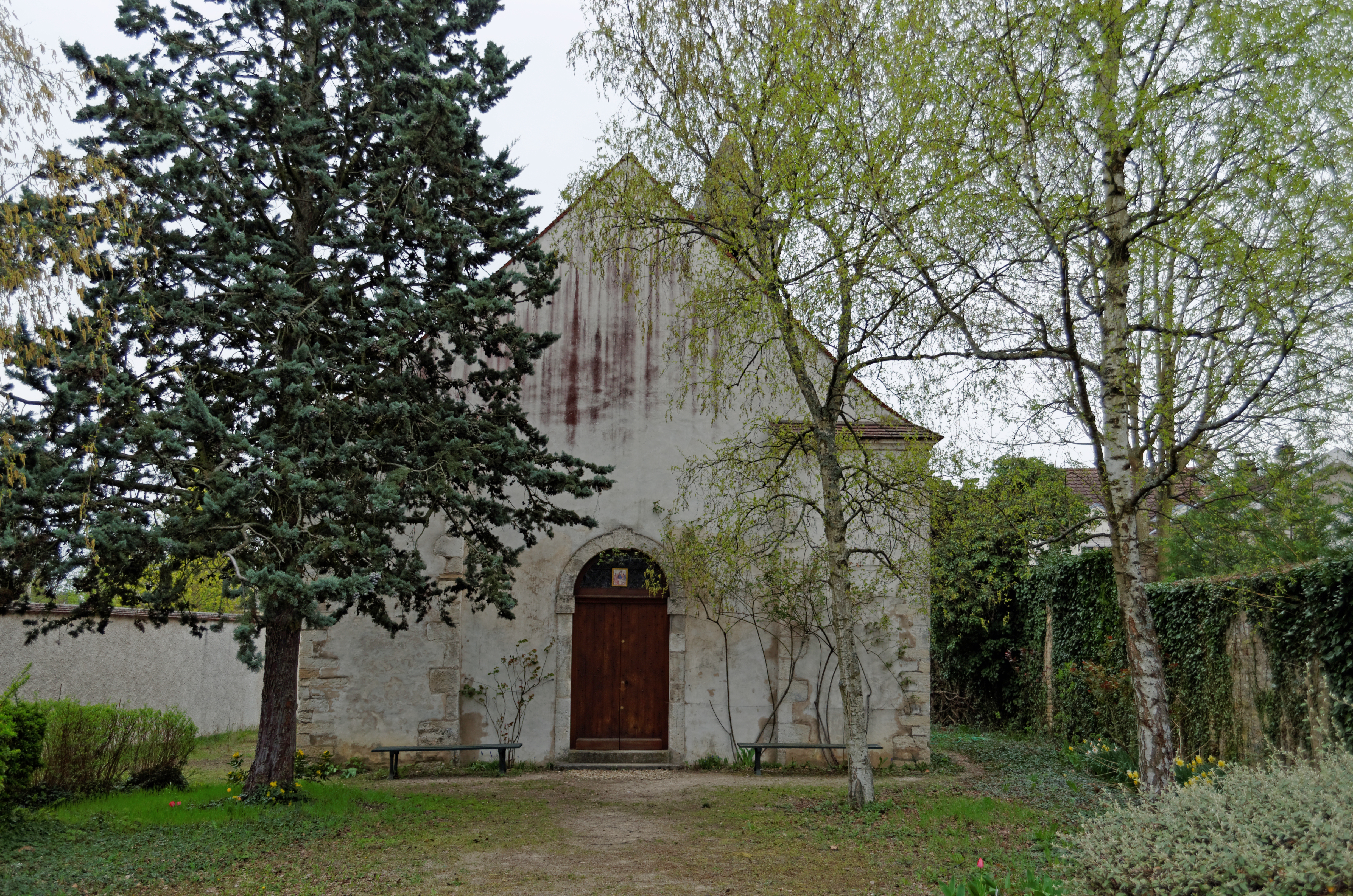
Ancienne chapelle de la Maladière.

Il est bordé, entre autres, par l'avenue du Drapeau et par la ligne T2 du tramway.
Le quartier Clemenceau fait l'objet dans les années 70 d'un important programme de rénovation urbaine. Les anciennes activités industrielles et artisanales laissent place à des immeubles d'habitat et à de grands équipements (cité judiciaire, conservatoire de musique, etc.).
Y sont implantés, l'auditorium de Dijon, la Tour Elithis, le Parc des expositions et des congrès de Dijon, la Chambre de Commerce et d'Industrie, ou l'Hôtel Mercure Centre Clemenceau.
L'Auditorium de Dijon (1 600 places) inauguré en novembre 1998, s'y trouve également.

## Infrastructures

### Écoles
- Ecole élémentaire Maladière
- Ecole maternelle Clemenceau
- Ecole maternelle Drapeau

### Collèges et Lycées
- Collège Gaston Roupnel

### Universités et écoles supérieures
- Centre universitaire catholique de Bourgogne
- Conservatoire à rayonnement régional
- École nationale des greffes

### Gares Ferroviaires
- Gare de Dijon-Porte-Neuve

### Grands Complexes
- Parc des expositions et des congrès

### Lieux de culte
- Chapelle Saint-Jean le Théologien
- Église du Sacré-Cœur

### Parcs et jardins
- Cours Junot
- Jardin Heudele
- Square Clémenceau
- Square Drapeau
- Square Général Giraud

### Salle de spectacle
- L'Auditorium

### Sport
- Boulodrome couvert Gilbert Chaufou
- Palais des sports Jean-Michel-Geoffroy
- Skate Parc couvert